# Hidroelektrana Tucuruí
Hidroelektrana Tucurui ima betonsku gravitacijsku branu na rijeci Tocantins, na sjeveru Brazila. Glavna namjena ove hidroelektrane je proizvodnja električne energije, ali isto i povećanje plovidbe duž rijeke Tocantins. To je bila prva veća hidroelektrana u amazonskoj tropskoj kišnoj šumi. Prva faza gradnje je započela 1975. i završila 1984., dok je druga faza gradnje započela 1998. i još uvijek traje zbog kašnjenja. 
Hidroelektrana Tucurui ima 25 vodne turbine (12 x 330 MW, 11 x 375 MW i 2 x 20 MW) s ukupnom instaliranom snagom od 8125 MW, te je po tome četvrta hidroelektrana u svijetu. Maksimalna snaga koja se može dobiti je 8370 MW. Godišnja proizvodnja električne struje je oko 21,4 TWh. Glavna namjena je proizvodnja električne energije za dobivanje aluminija. 
Umjetno jezero Tucurui ima površinu oko 2850 km2 i maksimalnu dubinu od 72 m. Sama brana je duga oko 6,9 km i ima visinu od 78 m. Preljev ima kapacitet od 110 000 m3/s.

## Povijest
Prva istraživanja na rijeci Tocantins su započela 1964. Nakon odabira najpovoljnijeg rješenja i izrade projektne dokumentacije, predsjednik Brazila Ernesto Geisel je odobrio gradnju 1974. Svjetska banka nije odobrila novčana sredstva za gradnju, pa je Brazil sam osigurao sredstva.
Prva faza gradnje je započela 24. studenog 1975. U njoj su izgrađeni glavna brana, nasipi, strojarnica, preljev brane i gornji dio brodske prevodnice. U veljači 1977. se započelo s betoniranjem. 1984. počelo se s punjenjem umjetnog jezera. Gradnja je završila 10. studenog 1984. 
Druga faza gradnje je započela u lipnju 1998. Gradila se nova strojarnica s 11 x 375 MW novih Francisovih turbina, te se trebalo završiti s brodskom prevodnicom, dugom 210 m i širokom 33 m. S gradnjom se trebalo završiti 2006., ali zbog kašnjenja strojarnica je završena u travnju 2007., a brodska prevodnica još nije gotova.
Za vrijeme gradnje iseljeno je između 25 000 do 35 000 ljudi. Značajno je da je za vrijeme gradnje povećan broj oboljelih od malarije i Side. Za vrijeme prve faze radilo je oko 20 000 ljudi. Ogromno područje kišnih šuma je iskrčeno ili poplavljeno.